# بخش مرکزی شهرستان نظرآباد
بخش مرکزی شهرستان نظرآباد یکی از بخش‌های شهرستان نظرآباد در استان البرز ایران است.

## تقسیمات کشوری
- بخش مرکزی شهرستان نظرآباد
  - دهستان احمدآباد
  - دهستان جمال الدین

شهر: نظرآباد

## جمعیت
بنابر سرشماری مرکز آمار ایران، جمعیت بخش مرکزی شهرستان نظرآباد در سال ۱۳۸۵ برابر با ۱۰۳۵۲۰ نفر بوده است.